# Vietnam Air Services Company

Logotyp linii

Vietnam Air Service Company – wietnamska linia lotnicza z siedzibą w Ho Chi Minh. Głównym węzłem jest port lotniczy Tân Sơn Nhất.